# ハンガリーにおける反LGBT法
ハンガリーにおける反LGBT法（ハンガリーにおけるはんLGBTほう）は、2021年6月15日にハンガリー議会で可決した、未成年者を対象とした教材にLGBT（同性愛やトランスジェンダーなど）についての描写（プロパガンダ）を禁止する一連の法律である。

## 成立の経緯
これらの法律は「反小児性愛法」などを修正したもので、ハンガリー首相オルバーン・ヴィクトルが率いるフィデス党が提出し、圧倒的多数で可決された。反対した議員は1人のみであった。

## 内容
新法では、学校内でLGBT（同性愛やトランスジェンダーなど）などの、性の多様性について話すことを禁止し、違法とした。

## 各国の反応

### ハンガリー国内
首相であるオルバーン・ヴィクトルは、「この法律は子どもの権利を守るもの」であるとした。成立の過程では、国会前で数千人のデモが行われ、10万を超える抗議の署名が集まった。

### EU、ヨーロッパ諸国
EUは6月24日に首脳会議を行い、ウルズラ・フォン・デア・ライエン委員長はこの法律が「明らかに差別的である」とした。
オランダのマルク・ルッテ首相は、「欧州の価値観を気に入らなければEUを去るべきだ。」と述べた。
自身が同性愛者であることを公表している、ルクセンブルクのグザヴィエ・ベッテル首相は「ゲイになることが「選択ではない」とし、不寛容であることは「選択」だ。」と主張し、ハンガリーの政策を批判した。
ポーランドのプシュミスワフ・チャルネク教育相は、ハンガリーの一連の反LGBT政策を賞賛し、ポーランドにおいても同様の政策をコピーするべきだと主張している。

### 団体
人権団体アムネスティ・インターナショナル・ハンガリーのデヴィッド・ヴィグは、「ハンガリーのLGBTQにとって暗黒の日になった…。この新法はLGBTQとストレート・アライにさらに深刻な社会的スティグマを与えることになるだろう。」と声明を発表した。

## 影響
欧州サッカー連盟は、ミュンヘン市議会が要請した、試合会場アリアンツ・アレーナのレインボーカラーへのライトアップを禁じた。